# Poliopastea ockendeni
Poliopastea ockendeni är en fjärilsart som beskrevs av Rothschild 1911. Poliopastea ockendeni ingår i släktet Poliopastea och familjen björnspinnare. Inga underarter finns listade i Catalogue of Life.